# Джангара (Красноперекопский район)
Джангара́ (укр. Джангара, крымскотат. Canğara, Джангъара) — исчезнувшее село в Красноперекопском районе Республики Крым, располагавшееся на севере района, на оконечности вдающегося в Сиваш полуострова, примерно в 4 километрах к северу от современного села Надеждино. Название Джангара сохранилось в названии мыса, у которого располагалось село.

## История
Первое документальное упоминание села встречается в Камеральном Описании Крыма… 1784 года, судя по которому, в последний период Крымского ханства Джангара входил в Кырп Баул кадылык Перекопского каймаканства.
После присоединения Крыма к России 8 февраля 1784 года, деревня была приписана к Перекопскому уезду Таврической области. После Павловских реформ, с 1796 по 1802 год, входила в Перекопский уезд Новороссийской губернии. Упоминается деревня Деде в материалам «…прошения депутатов Таврической области на Высочайшее имя…» от 1796 года. По новому административному делению, после создания 8 (20) октября 1802 года Таврической губернии, Джангара была включена в состав Бустерчинской волости Перекопского уезда.
По Ведомости о всех селениях, в Перекопском уезде состоящихх с показанием в которой волости сколько числом дворов и душ… от 21 октября 1805 года в деревне Джангара числилось 9 дворов и 42 крымских татарина. На военно-топографической карте генерал-майора Мухина 1817 года деревня Янкара обозначена с 5 дворами. После реформы волостного деления 1829 года Джангару, согласно «Ведомости о казённых волостях Таврической губернии 1829 года» отнесли к Ишуньской волости (переименованной из Бустерчинской)<. Затем, видимо, вследствие эмиграции крымских татар в Турцию, деревня заметно опустела и на карте 1836 года в деревне 5 дворов, а на карте 1842 года Джангара обозначена условным знаком «малая деревня», то есть, менее 5 дворов.
Согласно «Памятной книжке Таврической губернии за 1867 год», деревня стояла покинутая, ввиду эмиграции крымских татар, особенно массовой после Крымской войны 1853—1856 годов, в Турцию.
Вновь название встречается в Статистическом справочнике Таврической губернии 1915 года, согласно которому в Воинской волости Перекопского уезда значатся 2 хутора Джангара арендатора Овсиенко на земле барона Гинзбурга: в одном 4 двора с русским населением, 27 человек приписных жителей — 15 мужчин и 12 женщин. В другом — 5 дворов со смешанным населением, 35 человек приписных жителей и 19 «посторонних», из которых 31 мужчина и 23 женщины. За двумя хуторами в сумме числилось 805 десятин удобной земли, в хозяйствах имелось 12 лошадей.
После установления в Крыму Советской власти, по постановлению Крымревкома от 8 января 1921 года № 206 «Об изменении административных границ» была упразднена волостная система, Перекопский уезд переименовали в Джанкойский, в котором был образован Ишуньский район, в состав которого включили село, а в 1922 году уезды получили название округов. 11 октября 1923 года, согласно постановлению ВЦИК, в административное деление Крымской АССР были внесены изменения, в результате которых округа были отменены, Ишуньский район упразднён и село вошло в состав Джанкойского района. Согласно Списку населённых пунктов Крымской АССР по Всесоюзной переписи 17 декабря 1926 года, в селе Джангара Кок-Сакальского сельсовета Джанкойского района, числился 21 двор, из них 19 крестьянских, население составляло 84 человека, из них 69 украинцев, 12 русских, 1 еврей, 2 записаны в графе «прочие», действовала русская школа. Постановлением ВЦИК от 30 октября 1930 года был восстановлен Ишуньский район и село, вместе с сельсоветом, включили в его состав. Постановлением Центрального исполнительного комитета Крымской АССР от 26 января 1938 года Ишуньский район был ликвидирован и создан Красноперекопский район с центром в поселке Армянск (по другим данным 22 февраля 1937 года). В 1930-х годах Название трансформировалось в Чигары — так село отмечено на подробной карте РККА северного Крыма 1941 года (без указания жилых дворов) и на двухкилометровке РККА 1942 года. В дальнейшем в доступных источниках не встречается.